# Winifred Burkle

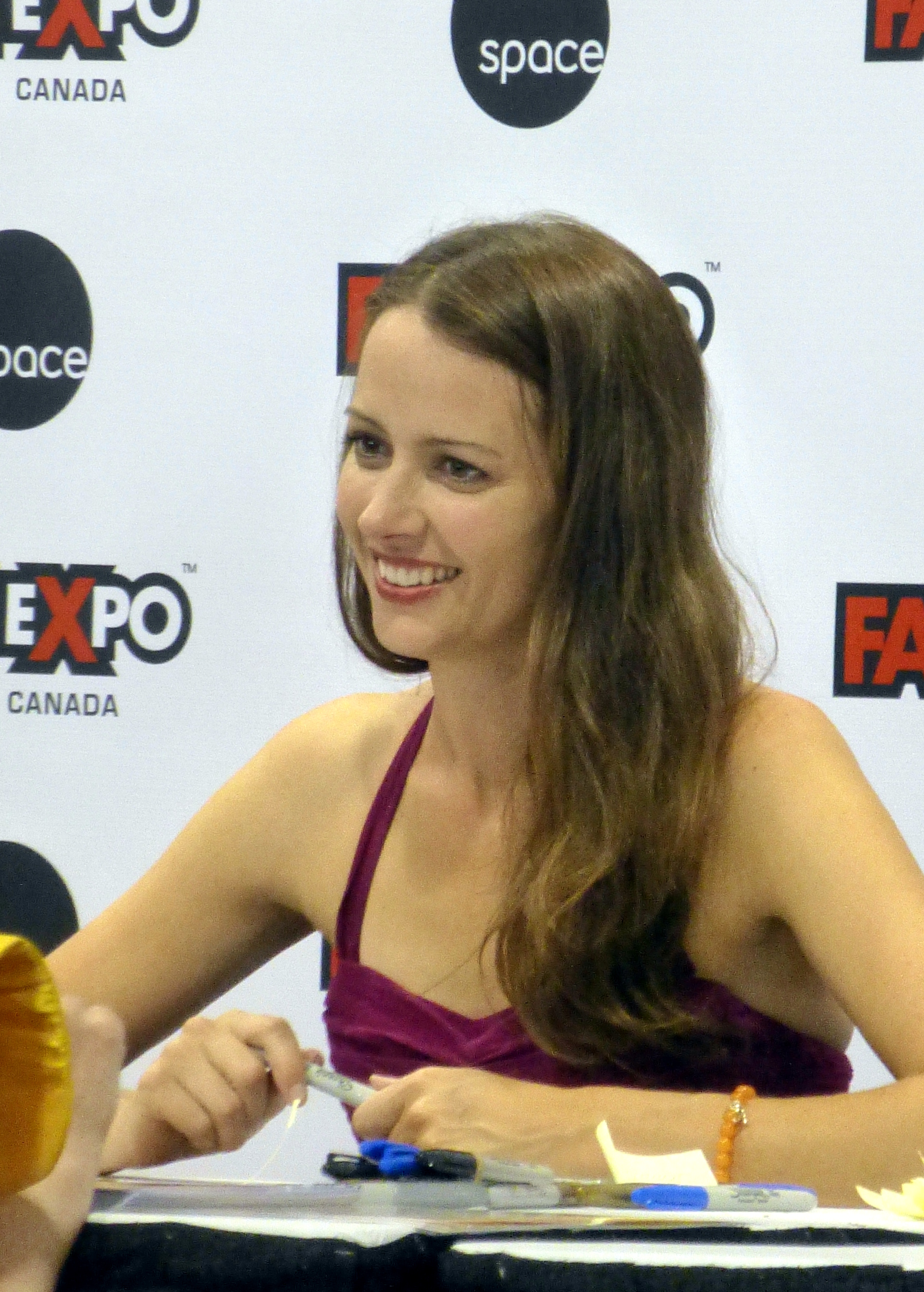
La actriz Amy Acker interpretó el papel de Winifred Burkle.

Winifred "Fred" Burkle es un personaje ficticio creado por Joss Whedon e introducido por Shawn Ryan en la serie de televisión Ángel, era una estudiante de física y miembro de Investigaciones Ángel, y más tarde la jefa de la División de Ciencias de prácticas de Wolfram & Hart. Murió en el 2004, cuando se convirtió en la encarnación de Illyria, uno de los Antiguos. El personaje era interpretado por Amy Acker.

## Historia del Personaje

### Antes deÁngel
Fred nació en Dallas, Texas, de Roger y Patricia "Trish" Burkle. En el instituto, Fred fumaba marihuana, tal y como se ha visto en el episodio "El Hechizo de la Botella". En este episodio Fred les pregunta a Wesley y a Liam si tienen "hierba". También sabemos que cuando era adolescente creía en las conspiraciones del gobierno. Cuando terminó el instituto, se mudó ella sola en coche a Los Ángeles para graduarse en la UCLA (Universidad de California, Los Ángeles), aunque se llevó a su osito de peluche "Feigenbaum" con ella. Originalmente cursando la carrera de Historia, Fred tuvo una clase de física con el profesor Seidel que la inspiró para tomar otro camino. Alrededor de este tiempo comenzó a trabajar en la Biblioteca Pública de Brunell Stewart. El 7 de mayo de 1996, mientras ponía en una estantería un libro escrito en un idioma demoníaco, una curiosa Fred recitó el críptico texto en voz alta y fue absorbida accidentalmente en un portal dimensional a Pylea (su futuro amigo Lorne fue absorbido por el mismo portal a su lado y terminó en Los Ángeles).

### Pylea
Durante cinco años, Fred soportó una ardua vida como una "vaca", el equivalente Pyleano de un esclavo. La dura vida de soledad y servidumbre hizo mella en sus habilidades sociales, así como en su salud mental. Cuando Ángel conoce a Fred, ella estaba escondida y acurrucada en una cueva, garabateando en las ya escritas paredes y, al parecer, se había convencido a sí misma de que su anterior vida en Los Ángeles no había sido real, que era un sueño. Se reveló que Fred había sido obligada a llevar un collar explosivo. Sin embargo, la salvación de Fred llega cuando Ángel y su equipo llegan a Pylea para encontrar a Cordelia Chase, que se había quedado atrapada allí. Es notable que, cuando el demonio de Ángel se libera completamente, ataca a todo el mundo (incluyendo a Wesley y Gunn) menos a Fred. A pesar de esta sorprendente muestra de violencia, Ángel nunca parece asustar a Fred, e incluso en su forma más demoníaca, Ángel nunca la atacó. En realidad, parece que Fred tenía un efecto calmante sobre él. 

### Investigaciones Ángel
Después de ser liberada en Pylea, Fred acompaña a Ángel y al resto del equipo de vuelta a Los Ángeles y se queda en el Hotel Hyperion para volver a adaptarse a la vida en la Tierra y recuperar su estabilidad mental. A pesar de varios casos traumáticos, como ser rehén de la vieja banda de Gunn, se adapta bastante bien a la vida "normal". Su conocimiento de la física y las matemáticas la hacen muy valiosa a la hora de investigar y desarrollar estrategias. Fred rápidamente desarrolla una relación amorosa con Gunn, que dura aproximadamente un año. También es el objeto de afecto de Wesley Wyndam-Pryce, que intenta hacerse a un lado después de que Gunn y Fred comenzaron a salir, pero aún le sigue atrayendo. Cerca del final de su relación con Gunn, Fred y Wesley comparten un beso, pero después de descubrir que Wesley había estado en una relación con Lilah Morgan, sus sentimientos por Wesley se enfriaron. 
Finalmente, Fred descubre que en realidad fue su antiguo profesor de la universidad, Oliver Seidel, quien había abierto el portal hacia Pylea y la había enviado allí. Seidel, lleno de celos, había enviado a todos los estudiantes prometedores a Pylea, esencialmente enviándolos a su muerte. Fred fue la única, de al menos seis estudiantes, en regresar de Pylea. Más tarde, también descubre que Seidel ha intentado enviarla a otra dimensión de nuevo. Furiosa, Fred planea matarlo con la ayuda de Wesley. Sin embargo, Gunn considera que este acto brutal, incluso contra Seidel, acabaría destruyendo a Fred, y al final, cuando Seidel está a punto de ser absorbido por un portal, Gunn le rompe el cuello y tira su cuerpo al portal. Lamentablemente, esto causa una brecha entre Gunn y Fred, y al final termina con su relación ("Supersimetría"). 
Fred le dispara a Jasmine y a Ángel para que la sangre de la diosa se mezcle con la del vampiro, y así sacarlo del trance.
Más tarde, cuando Jasmine llega a la Tierra y pone a todo el mundo bajo su conjuro de esclavitud, Fred consigue liberarse del trance mental (frotó la camiseta de Jasmine hasta que le sangraron los dedos y la sangre de Jasmine se mezcló con la suya), y termina en la misma posición que en Pylea: sola y luchando contra una población que la quiere ver muerta. Finalmente, Fred consigue liberar a Ángel del trance disparando a través de Jasmine y golpeando a Ángel (con lo que la sangre de Jasmine se mezcla con la de Ángel), y después de escapar los dos juntos, Fred se derrumba ante Ángel.
Luego, los dos liberan al resto del Equipo Ángel (excepto a Connor, que prefiere seguir con Jasmine), y Fred participa en la lucha contra los seguidores de Jasmine, liderados por Connor. Jasmine los deja vivir, y los encierra en la jaula. Cuando consiguen escapar de la jaula gracias a Gunn, Ángel ya ha anulado el conjuro de Jasmine. 

### Wolfram y Hart
Sin embargo, todo cambia para Fred cuando ella y el resto del equipo se unen a Wolfram & Hart. Su memoria es alterada por un hechizo y no está claro cuánto recuerda de la tercera y curta temporada (todo lo relacionado con el hijo de Ángel, Connor, sin duda ha desaparecido). Fred recibe su propio laboratorio y se convierte en la Jefa de la División de Ciencias de Wolfram & Hart. Fred se convierte en un activo más importante para el equipo; Ángel constantemente depende del departamento de Fred para resolver los problemas rápidamente y con eficacia. Después de tener unas pocas citas con su compañero de trabajo Knox, Fred empieza a tener sentimientos por Wesley de nuevo. Los dos salen por una semana, pero su felicidad no será para siempre. 
Un misterioso sarcófago, que pasó las aduanas gracias a la firma de Gunn, aparece en el laboratorio. Mientras Fred lo examina, se abre un agujero en la tapa y un soplo de viento golpea su cara. Resulta que el sarcófago es una celda de uno de los demonios originales, los pura raza conocidos como los Antiguos, que está predestinado a ascender de nuevo. El aire que Fred inhala es en realidad la esencia de Illyria, que inmediatamente comienza una existencia parasitaria en su cuerpo, dejando el cuerpo de Fred hueco y endureciendo su piel para que sea la portadora. Peor aún, Knox había adorado a Illyria durante años y trabajó en Wolfram & Hart con el único propósito de traer de vuelta al demonio. Debido a su afecto por Fred, Knox escogió a Fred como la única "digna" para albergar a su dios. 
Mientras Ángel y Spike viajan a Inglaterra para encontrar una cura, Wesley permanece en la habitación de Fred con ella, consolándola mientras lucha brevemente, pero lentamente comienza a morir. Ángel descubre que la única manera de salvar a Fred sería hacer regresar a Illyria al "Pozo Más Profundo" en Inglaterra llevando su sarcófaco al Pozo. Sin embargo, miles de personas morirían en agonía mientras la esencia de Illyria atraviesa el mundo hasta el Pozo. Debido a esto, Spike y Ángel se ven obligados a no hacer nada. 
Mientras Fred se encuentra tumbada en la cama muriendo, la mente de Fred empieza a ceder. Cerca del final, le dice a Wesley que lo siente, que lo quiere y que hable con su padres para decirles que no tuvo miedo y que fue rápido. Abrazándola, Wesley está junto a Fred hasta el momento de su muerte, y después de eso, su cuerpo es tomado por Illyria. 
Según el Dr. Sparrow, el alma de Fred se ha consumido, por lo que es imposible que regrese de los muertos o disfrute de una vida después de la muerte. Más tarde, sin embargo, Illyria afirma que existen restos de Fred en la forma de sus recuerdos, que son una fuente de confusión para Illyria. En una ocasión, Illyria toma la apariencia de Fred para que los padres de Fred no sepan que su hija ha muerto. Illyria vuelve a tomar la apariencia de Fred para darle unos últimos momentos de felicidad a Wesley antes de morir. 
Joss Whedon originalmente tenía la intención de dividir a Fred y a Illyria en dos si Ángel hubiese tenido una sexta temporada televisiva, como fue revelado por Amy Acker en una entrevista. 

### Después de la Caída
Fred vuelve a aparecer en varios ejemplares de Ángel: Después de la Caída, manifestándose como una transformación de Illyria no sólo en la apariencia física de Fred, sino también en su personalidad. Esto ocurre por primera vez cuando el Infierno y Los Ángeles se fusionan, y luego una segunda vez cuando Illyria y Wesley se reúnen. El noveno ejemplar revela que las esencias de Illyria y Fred han estado luchando para dominar su cuerpo común, y que Spike ha estado intentando reprimir las manifestaciones de Fred (e incluso le llega a pedir ayuda a Ángel), y admite que hubiese mantenido a Illyria lejos de la batalla si hubiera sabido que Wesley iba a estar presente. Luego se revela en Spike: Después de la Caída, que el ver a alguien que le importaba a Fred desencadena el cambio de Illyria, mientras que las situaciones peligrosas hacen que vuelva a ser Illyria. Sin embargo, en el ejemplar número 14 de Ángel: Después de la Caída explica que las manifestaciones de Fred eran sólo interpretaciones que hacía Illyria de Fred. 
Después de que los Socios Fundadores revierten el tiempo debido a que Gunn mata a Ángel, Ángel renombra un ala de la biblioteca pública de Los Ángeles en honor a Fred y Wesley. 

## Poderes y Habilidades
Fred era una mujer normal, sin habilidades sobrenaturales. Sin embargo, su brillante mente matemática, su inmenso conocimiento de la física cuántica y la ciencia, y su habilidad natural para diseñar inventos la convirtieron en un valioso miembro del Equipo Ángel. Wesley una vez afirmó que: "Fred es más inteligente que todos nosotros juntos". 
Durante este tiempo, Fred también adquirió algunas razonablemente buenas habilidades de combate, principalmente con armas como estacas, armas de fuego, espadas, cuchillos, etc. Más tarde, cuando Jasmine se apodera de Los Ángeles, Fred se ve obligada a enfrentarse a toda la ciudad de Los Ángeles ella sola, y se demuestra que también es capaz de defenderse desarmada por sí misma, haciéndose cargo sin esfuerzo de algunos seguidores de Jasmine, incluyendo un miembro de los SWAT. Se ve en la tercera temporada que a Fred le gustan las plantas, en realidad hablaba con las plantas durante su periodo de demencia leve. En el episodio "El Hechizo de la Botella", cuando está bajo el efecto de un hechizo mágico, Fred se queda brevemente fascinada con un helecho. Después de transformarse en Illyria, puede hablar con las plantas. 
Fred también es interpretada como una joven mujer inocente y sencilla que a menudo lleva a las personas a que la subestimen. En muchas ocasiones, ella ha utilizado esto para su provecho, como cuando le dio una descarga a Connor con una pistola aturdidora o golpeó a un sospechoso ayudante de laboratorio de Wolfram & Hart. Asimismo, demuestra tener signos de gran fuerza interior y una capacidad innata para sobrevivir por su cuenta a pesar de las circunstancias abrumadoras. Esto se demuestra en la cuarta temporada mientras está tratando de huir de los seguidores de Jasmine, y anteriormente con sus experiencias en Pylea. 
Fred hizo una buena amistad con Willow; en realidad, las dos eran bastante similares. Las dos comenzaron siendo extremadamente tímidas y un poco ingenuas, a pesar de su inteligencia y poder. 

## Relaciones románticas
- Ángel — La relación de Fred con Ángel era interesante: cuando Ángel la salvó en Pylea, él puso su cara de vampiro, pero en vez de cambiarle la cara como siempre, el demonio de dentro de él salió completamente. Después de matar a dos guardias, intentó matar a Gunn y Wesley - hasta que Fred, con su mano derecha empapada en sangre, atrajo al demonio de nuevo a su cueva. Fred cuidó de Ángel mientras se recuperaba, y sigue siendo la única persona que no se asusta por el demonio de Ángel después de saber lo de su naturaleza vampírica. Cuando Ángel trajo a Fred de vuelta a Los Ángeles, Ángel la alojó en su hotel y era el único miembro del equipo que no parecía nervioso por su estado de ánimo. Fred estuvo enamorada de Ángel por un tiempo después de su llegada, pero al final fue superándolo al saber lo de la maldición de su alma. Fred cuidó de su hijo Connor (Fred fue la única otra persona, además de Ángel, que estuvo presente en su "nacimiento") cuando era un bebé y cuando reapareció como un adolescente (hasta que traicionó a Ángel, en ese momento torturó a Connor con un Taser). Cuando Fred estaba siendo poseída por Illyria, Ángel consideró un plan que mataría a miles de personas para salvarla, pero al final lo descartó. A pesar de que su relación no era romántica, Fred besó a Ángel una vez para engañar a unos seguidores de Jasmine para hacerles creer que sólo eran una pareja. Cuando ella le pregunta si se lo habrán creído, Ángel responde: "Yo sí".
- Charles Gunn — Los dos se enamoran y comienzan una relación que dura aproximadamente un año, antes de romper después de que Gunn mata a un antiguo profesor de Fred para impedir que lo hiciese ella. Después continúan con un gran vínculo de amistad.
- Spike — Si bien nunca han compartido una relación rommántica, Spike coquetea con Fred después de materializarse en Wolfram & Hart, y sus sentimientos más tarde se convierten en afecto y estima. Fred es la primera persona en Los Ángeles que cree que "vale la pena" y trabaja incansablemente para recorporizarlo. Mientras lucha contra el fantasma demente Matthias Pavayne, Spike sacrifica una oportunidad para hacerse corpóreo para salvar la vida de Fred.
- Knox — El ayudante de Fred en Wolfram & Hart. Los dos salieron brevemente, pero Fred al final decidió que los dos sólo deberían ser amigos. La extraña obsesión de Knox con Fred causó que él utilizara su cuerpo para usarlo como el envase para Illyria, porque pensaba que ella era la única persona "digna" de tal "regalo".
- Wesley Wyndam-Pryce — Wesley se enamoró de Fred casi desde que se conocieron. La primera oportunidad de Wesley para estar con Fred fue derribada cuando trató de matarla mientras estaba afectado por el misógino Billy. Estaba muy herido cuando Fred eligió estar con Gunn, pero siempre vino a ayudarla cuando Fred estaba en peligro, sobre todo después de haber sido expulsados del equipo. Fred y Wesley salieron después de que ella rompiese con Knox, una relación que termina después de su prematura muerte y la posesión de Illyria.

- Datos: Q2719112